# Перформансе рачунара
Перформансе или карактеристике рачунара представљају однос између корисног рада оствареног помоћу компјутерског система или рачунарске мреже, времна и коришћених ресурса. У зависности од контекста, високе перформансе рачунара могу се представити помоћу једну или више карактиристика:
- кратко време одзива за дати рад
- велика ефективна брзина преноса података
- ниска искоришћеност рачунских ресурса
- висока доступност система рачунара или апликација
- брзу (или веома компактну) компресију и декомпресију података
- висок проток података
- кратко време преноса података

## Техничке и нетехничке дефиниције
Перформансе било ког компјутерског система могу се оценити у мерљивом, техничком смислу, користећи једну или више метрика горе наведених. На овај начин представа може бити
- У поређењу односа на друге системе или исти систем пре/после промена
- У апсолутном смислу, нпр за испуњавање уговорних обавеза

Док се горња дефиниција односи на научни, технички приступ, следећу дефиницију даје Арнолд Аллен која ће бити корисна за не-техничку публику:
Реч перформанс  у перформансу рачунара значи исто што значи перформанс у другим контекстима, то јест, значи "Како добро рачунар ради посао који би требало да уради?"

### Као аспект квалитета софтвера
Перформанси софтвера рачунара, нарочито софтверска апликација, време одзива је један аспект квалитета софтвера који је важан за људско - рачунарске интеракције.

## Инжењерске перформансе
Перформансе инжењера у оквиру система инжењеринга, обухвата скуп улога, вештина, активности, праксе, алата и испорука примењујући у свакој фази развоја система животног циклуса који осигурава да ће решење бити пројектовано, имплементирано и оперативно подржано у сусрету перформанси услова прописаних за решење .
Инжењерске перформане континуирано се бави уступцима између типова перформанса. Повремено ЦПУ дизајнер може да пронађе начин да направи процесор са бољим укупним перформансама побољшањем једног од аспеката перформанса, у наставку, без жртвовања перформанса процесора у другим областима. На пример, изградња ЦПУ бољег излаз, бржег транзистора.
Међутим, понекад гурање једног типа перформанса на екстремни доводи до ЦПУ са горим укупним перформансима, јер други важни аспекти су жртвовани да би добили један број импресивног изгледа, на пример, сат стопе процесора (види мегахерца мит).

### Апликације инжењерског перформанса
Апликација инжењерског перформанса ( АИП ) је специфична методологија у инжењерском перформансу дизајнирана да одговори на изазове повезане са перформансима апликација у свим дистрибуцијама мобила , облака и земаљских ИТ окружења . Она обухвата улоге, вештине, активности, праксе , алате и испоруке примјењујући у свакој фази циклуса примене да осигурана апликација ће бити дизајнирана , примењена и оперативно подржана да задовољи захтеве не - функционалних перформанса.

## Аспекти перформанса
Рачунарски перформанс метрик (ствари које се мере) укључује доступност, време одзива , капацитет канала , кашњење , завршетак времена , време услуга , пропусни опсег, проток , релативну ефикасност , скалабилност , перформансе по вату , компресију , дужину инструкција стазе и убрзање . ЦПУ репери су омогућени.

### Доступност
Доступност система се обично мери као фактор поузданости - како поузданост расте, тако и доступност ( то јест , мања недоступност) . Доступност система такође може бити повећана за стратегију фокусирања на повећање одржавања и не на поузданост . Побољшање одржавања је генерално лакше него поузданост . Процене одржавања (стопе поправке ) су генерално прецизније . Међутим, пошто су неизвесности у проценама поузданости у већини случајева врло велике , вероватно је да доминирају доступност ( предвиђање неизвесности ) проблема , чак и док је ниво одржавања веома висок.

### Време одзива
Време одзива је укупан износ времена потребан да се одговори на захтев за услугу . У рачунарству , та услуга може бити било која јединица рада из једноставног диска ИО до учитава комплексне веб странице. Време одзива је збир три броја:
- Време сервиса- Колико је времена потребно да се уради посао који смо тражили.
- Време чекања - Колико дуго захтев мора да сачека захтеве на чекању испред њега пре него што стигне да ради.
- Време преноса - Колико времена треба да захтев за рачунар прави рад и да даје одговор назад до подносиоца захтева.

### Брзина обраде
Већина потрошача бира архитектуру рачунара (обично Интел ИА32 архитектуру) да би могли да покрену велику базу већ постојећих, већ састављених софтвера. Бити релативно необавештен о компјутерским тестовима , неки од њих бирају неки одређени ЦПУ на основу радне фреквенције (види мегахерца мит).
Неки дизајнери система граде паралелни компјутер бирајући процесоре засноване на брзини за долар.

### Капацитет канала
Капацитет канала је најужа горња граница по стопи од информација које се могу поуздано преносити преко комуникационог канала. Уз помоћ теореме бучно-кодирајућег канала, капацитет канала датог канала је лимитирајућа информација стопе ( у јединицама информисања по јединици времена ) који се могу постићи са произвољно малим вероватноћама грешки.
Теорија информација, развијена од стране Клод Е. Шенона током Другог светског рата , дефинише појам капацитет канала и даје математички модел којим се може израчунати. Кључни резултат наводи да капацитет канала , како је горе дефинисано, који даје максимум узајамних информација између улаза и излаза канала , где се повећање користи у односу на расподелу улазног.

### Латентност
Латентност је време кашњења између узрока и ефекта неке физичке промене у систему који се посматра. Кашњење је резултат ограничене брзине којом свака физичка интеракција се може одржавати. Ова брзина је увек мања или једнака брзини светлости . Дакле, сваки физички систем који има просторне димензије различите од нуле ће искусити неку врсту кашњења.
Прецизна дефиниција латенције зависи од система који се посматра и природом стимулације. У комуникацији , доња граница кашњења одређује материјал који се користи за комуникацију. У поузданим двосмерним комуникационим системима , кашњење ограничава максималну стопу да би се информација могла преносити , јер често постоји лимит на износ од информација које су " у лету " у било ком тренутку . У области интеракције човек- машина , приметна кашњења ( кашњења између онога што корисник командује и када рачунар даје резултате ) имају снажан утицај на корисниково задовољство и употребљивост.
Компјутери покрећу сетове инструкција које се називају процеси. У оперативним системима , извршење процеса може се одложити ако други процеси се такође извршавају. Поред тога , оперативни систем може заказати када да изврши радњу коју процес командује. На пример, претпоставимо да процес налаже да излазни напон рачунарске картице буде постављен високо-никсо-високо-ниско и тако даље по стопи од 1000 херца . Оперативни систем може да одлучи да подеси распоред сваке транзиције ( високо-ниско или ниско - високо ) на основу унутрашњег сата . Латенција је кашњење између инструкције процеса командне транзиције и хардвера заправо прелаз напона од високе до ниске или ниске до високе.
Системски дизајнери граде у реалном времену рачунарских система да гарантују одговор на најгори могући . То је лакше да раде када ЦПУ има ниски прекид кашњења и када има детерминистички одговор.

### Проток
У мрежи рачунара , проток је мера брзине преноса доступних или конзумираних ресурса података, изражен у биту по секунди или садржаоцима њега ( бит/с , кбит/с, Мбит/с , Гбит /с , итд).
Проток понекад дефинише нето брзину (врхунац брзине, брзина преноса или физички слој користан), капацитет канала или максимални проток логички или физички комуникације пута у дигиталном комуникационом систему. На пример, тестови протока мере максимални проток рачунарске мреже. Разлог за ово коришћење је да према Хартлејевом закону, максимална брзина преноса физичког комуникационог линка је пропорционална њеном протоку опсега у херцима, што се понекад зове фреквенцијски опсег, спектрални проток, РФ проток, проток сигнала или аналогни проток.
Уопштено говорећи , пропусна моћ је стопа производње или стопа по којој нешто може бити обрађено.
У комуникационим мрежама, проток је у суштини синоним за дигиталну ппроток потрошње. У бежичним мрежама или целуларним комуникационим мрежама, систем спектралне ефикасности у бит/с/хц /јединици површине, бит/с/хц/сајт или бит/с/хц/ћелија, је максимални проток система (агрегатни проток) подељен од стране аналогног протока и неке мере зоне покривања система простора.
У интегрисаним круговима, често блок у дијаграму тока података има један улаз и један излаз, и ради на дискретним пакетима информација. Примери таквих блокова су ФФТ модули или бинарни мултипликатори. Пошто су јединице протока реципрочне јединице за кашњење простирања, која је 'секунда по поруци' или 'секунда по излазу', проток се може користити за однос рачунарских уређаја који врше наменску функцију као што је АСИК или уграђен процесор за комуникациони канал, поједностављивање анализе система.

### Скалабилност
Скалабилност је способност система, мреже, или процеса да обради све већи обим посла на способан начин или да његову способност увећа за комфорт раста.

### Потрошња струје
Количина електричне енергије коју користи рачунар. Ово постаје посебно важно за системе са ограниченим изворима енергије као што су соларна, батерије, људске снаге.

#### Перформанси по вату
Дизајнери система граде паралелне компјутере, као што су хардвер гугла, скуп процесора заснован на њиховој брзини по вату снаге, јер трошак покреће процесор да надмашује трошкове самог процесора.

### Однос компресије
Компресија је корисна јер помаже да се смањи употреба ресурса, као што су складиштење података простора или преносног капацитета. Зато што компримовани подаци морају бити декомпресирани да би се могли користити, ова додатна обрада намеће рачунарске или друге трошкове путем декомпресије; ова ситуација је далеко од тога да буде бесплатан ручак. Компресија података подлеже просторно-временској сложености компромиса.

### Величина и тежина
Ово је важна карактеристика перформанса мобилних система, од паметних телефона које држите у џепу до преносних система у свемирском броду.

### Утицај на животну средину
Ефекат рачунара на животну средину, током производње и рециклаже, као и током употребе. Мерења се врше са циљевима смањења отпада, смањења опасних материја, и минимизирања еколошких отисака једног рачунара.

## Бенчмарк
Будући да постоји толико много програма за тестирање ЦПУ у свим аспектима перформанса, развијен је бенчмарк. 
Најпознатији тестови су СПЕКинт и СПЕКфп бенчмарк развио Стандардни перформанс евулационе корпорације и КонзумерМарк бенчмарк који је развио  ЕЕМБЦ. 

## Тестирање софтверског перформанса
У софтверском инжењерингу, тестирање перформанси је у општем тестирању да се утврди како систем ради у смислу одзива и стабилности у оквиру одређеног посла. Такође може да послужи да се испитају, мере, потврде или провере други квалитетни атрибути система, као што су скалабилност, поузданост и употреба ресурса. 
Тестирање перформанса је подскуп перформанса инжењерства, у настајању пркасе науке рачунара која настоји да изгради перформансе у имплементацији, дизајна и архитектуре система.

### Профилисање (анализа перформанса)
У софтверском инжењерингу, профилисање ("програм профилисања", "софтвер профилисања") је облик динамичке анализе програма који мери, на пример, простор (меморија) или временска комплексност програма, употреба одређених упутства или фреквенција и трајање позива функција. Најчешћа употреба профилисања информација јесте да помогне оптимизацији програма. 
Профилисање се постиже инструментално или програмским изворним кодом или његовим бинарним извршним обликом користећи алатку за профилер (или код профилера). Велики број различитих техника може користити профилер, као што је засновано на догађајима, статистици, инструментализовањем и методама симулације.

## Звучни перформанс
Перформанс звука је побољшање перформанса система. Ово је обично рачунарска апликација, али исти методи се могу применити на економским тржиштима, бирократије или другим сложеним системима. Мотивација за такву активност се зове проблем перформанса, што може бити стварна или предвиђена. Већина система ће одговорити на повећано оптерећење са одређеним степеном смањења перформанса. Способност система да прихвати већи терет се зове скалабилност, и допуна система за управљање већим теретом је синоним за подешавања перформанса.
Систематско подешавање следи ове кораке:
1. Процените проблем и успоставити нумеричке вредности које категоришу прихватљиво понашање.
2. Мерење перформанса система пре модификације.
3. Одредите део система који је критичан за побољшање перформанса. То се зове уско грло.
4. Измена тог дела система за уклањање уског грла.
5. Мерење перформанси система након измене.
6. Ако модификација чини перформансе бољим, усвојити га. Ако модификација чини перформансе горим, вратити како је било.

## Перцепција перформанса
Перцепција перформансе, у компјутерском инжењерингу, односи се на колико брзо софтвер изгледа да обавља свој задатак. Концепт се односи углавном на аспекте прихватања корисника.
Количина времена апликација потребна да покрене, или скине фајл за преузимање, није направљена брже показујући почетни екран (види уводни екран) или дијалог о напретку фајла. Међутим, то задовољава неке људске потребе: изгледа брже кориснику, као и да обезбеђује визуелни шлагворт са којим зна да се рукује на њихов захтев.
У већини случајева, повећање реалног повећања перформанса уочених перформанса, али када прави перформансе не може бити повећан због физичких ограничења, технике могу да се користе за повећање перформанса перцепције о трошку незнатно смањују праве перформансе.

## Перформанс једначине
Укупна количина времена (t) у обавези да изврши појединачан репер програма је
{\displaystyle t=N*C/f} , или еквивалентно
{\displaystyle P=I*f/N}
где
- P = 1/t  је "представа" у смислу времеза извршење
- N је број инструкција заправо извршених (дужина инструкције пута). Густина шифра скупа инструкција снажно утиче N. Вредност N се може тачно одредити коришћењем симулатора скупа инструкција (ако је доступан) или самостална процена делимично на основу процењеног или стварне фреквенције дистрибуције улазних варијабли и увидом генерисаног машинског кода од ХЛЛ компајлера. Не може се одредити из броја линија ХЛЛ изворног кода. N није под утицајем других процеса који раде на истом процесору. Значајна Поента је да хардвер обично не води евиденцију о (или барем да лако доступна) вредности N за изведене програме. Вредност стога може само да се прецизно одредити скупом инструкција симулација, које се ретко практикују.
- fје сат фреквенција у циклусима у секунди.
- C={\displaystyle 1/I} је просечан циклуса по инструкцији (ЦПИ) за овај репер.
- I={\displaystyle 1/C} је просечна инструкција по циклусу (ИПЦ) за овај репер.

Чак и на једној машини, други компајлер или исти преводилац са различитим компајлерима оптимизације прекидача може променити N и ИПЦ-репер извршавања брже ако нови компајлер може да побољша N или С без прављења другог горе, али често постоји компромис између њих је-боље је, на пример, да користе неколико компликованих инструкција које узимају доста времена да се изврши, или да користите упутства која извршавају веома брзо, иако је потребно више њих да изврши репер?
Од ЦПУ дизајнера се често захтева да спроведе одређени скуп инструкција, тако да не може да промени N. Понекад дизајнер фокусира на побољшање перформанса тако што значајно побољшава у ф (с техникама као што је дубљи цевовод и бржи кеш), док (надамо се) не жртвују превише С доводи до брзине демона ЦПУ дизајна. Понекад дизајнер фокусира на побољшање перформанса тако што значајно побољшава у ИПЦ (са техникама као што су ван реда извршења, суперскалар процесор, већа кеш меморија, кеш са побољшаним хит стопама, побољшана грана прогнозе, спекулативно извршавање, итд), док (надамо се) не жртвују превише фреквенције сата водећи на паметан дизајн ЦПУ.За дати сет инструкција (а самим тим фиксним N) и полупроводним процесом, максимално једнан нит перформансе (1/t) захтева равнотежу између паметне технике и техник брзине.